# NGC 6741
NGC 6741也稱為幻影條紋星雲，位於天鷹座，距離地球約7,000光年。NGC 6741被歸類為行星狀星雲，儘管這片波濤洶湧的星雲不是由行星造成的； 這個術語出現在 18 世紀，因為圓形氣體外殼類似於望遠鏡的巨行星。 
NGC 6741儘管相當明亮，但是在望遠鏡中顯得非常小，直到1882年才被愛德華·查爾斯·皮克林發現。

## 外部連結
- 维基共享资源上的相關多媒體資源：NGC 6741
- A Star Makes a Billowy Exit （页面存档备份，存于） — ESA/Hubble picture of the week.
- SEDS: NGC 6741
- NGC 6741 (Phantom Streak Nebula) at Constellation Guide （页面存档备份，存于）